# Krähwinkel (Leichlingen)
Krähwinkel ist eine aus mehreren Wohnplätzen bestehende Ortschaft in der Stadt Leichlingen (Rheinland) im Rheinisch-Bergischen Kreis.

## Lage und Beschreibung
Krähwinkel liegt östlich des Leichlinger Zentrums am westlichen Rand des Höhendorfs Witzhelden im Oberlauf des 
am Weltersbach, der hier auch Krähwinkeler Bach oder Holzerbach genannt wird. Krähwinkel besteht aus mehreren getrennten Siedlungsstellen, von denen das östliche Oberkrähwinkel nahe der Quelle des Weltersbachs die älteste ist. Unterkrähwinkel liegt westlich bachabwärts, die anderen Wohnplätze befinden sich südlich auf der anderen Bachseite bis hoch zur Landesstraße L294 und unterliegen überwiegend als Höfe landwirtschaftlicher Nutzung. Der Abspliss Neukrähwinkel ist als Wohngebiet mit Einfamilienhäusern bebaut. 
Weitere Nachbarorte sind neben Witzhelden Sieferhof, Schüddig, Wilhelmstal, Metzholz, Schneppenpohl, Krabbenhäuschen, Bechhausen, Heeg, Herscheid, Flamerscheid, Claasholz und Oberbüscherhof.
Oberhalb von Krähwinkel befindet sich der Sender Witzhelden.

## Geschichte

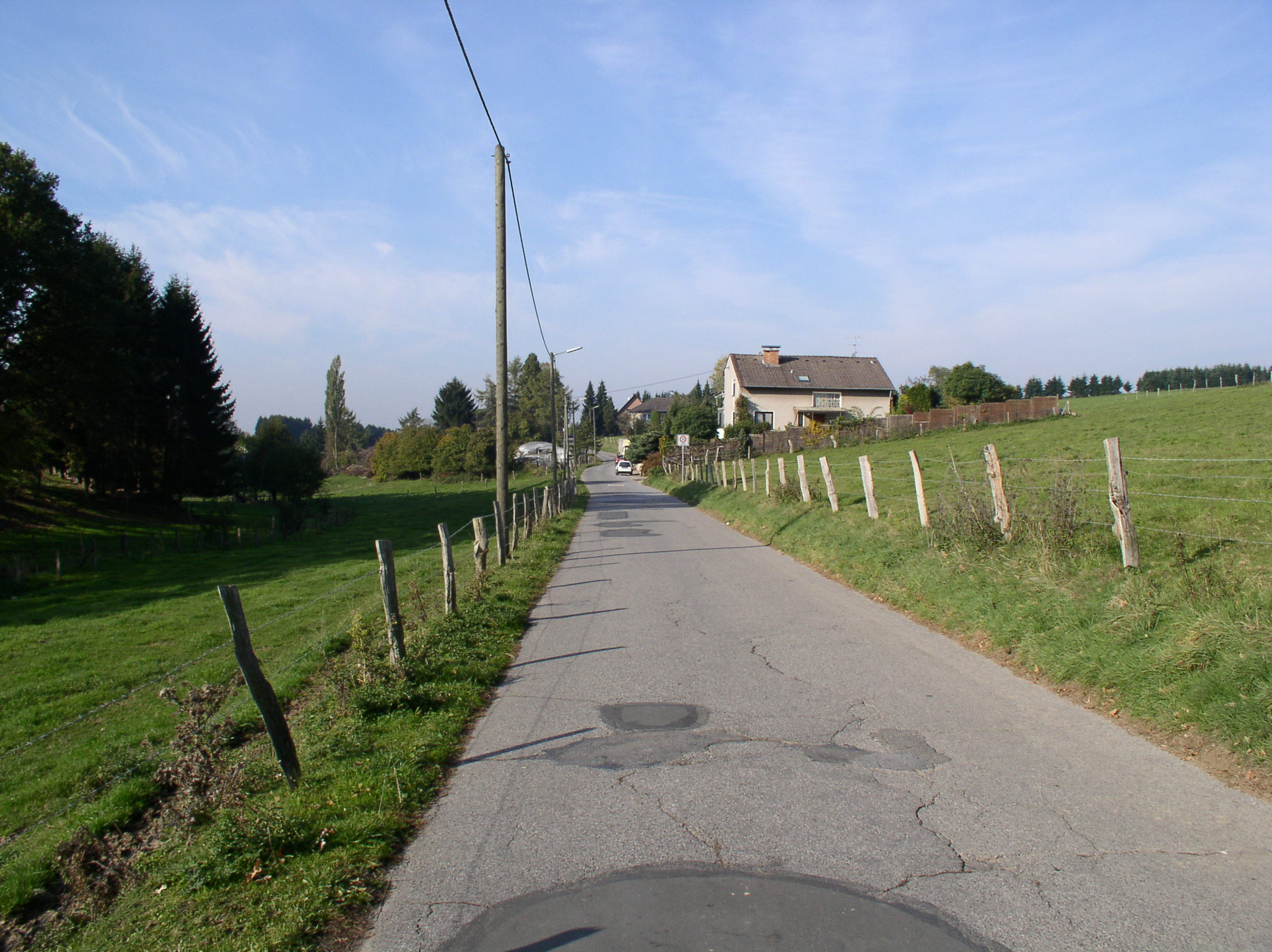
Ansicht von Unterkrähwinkel

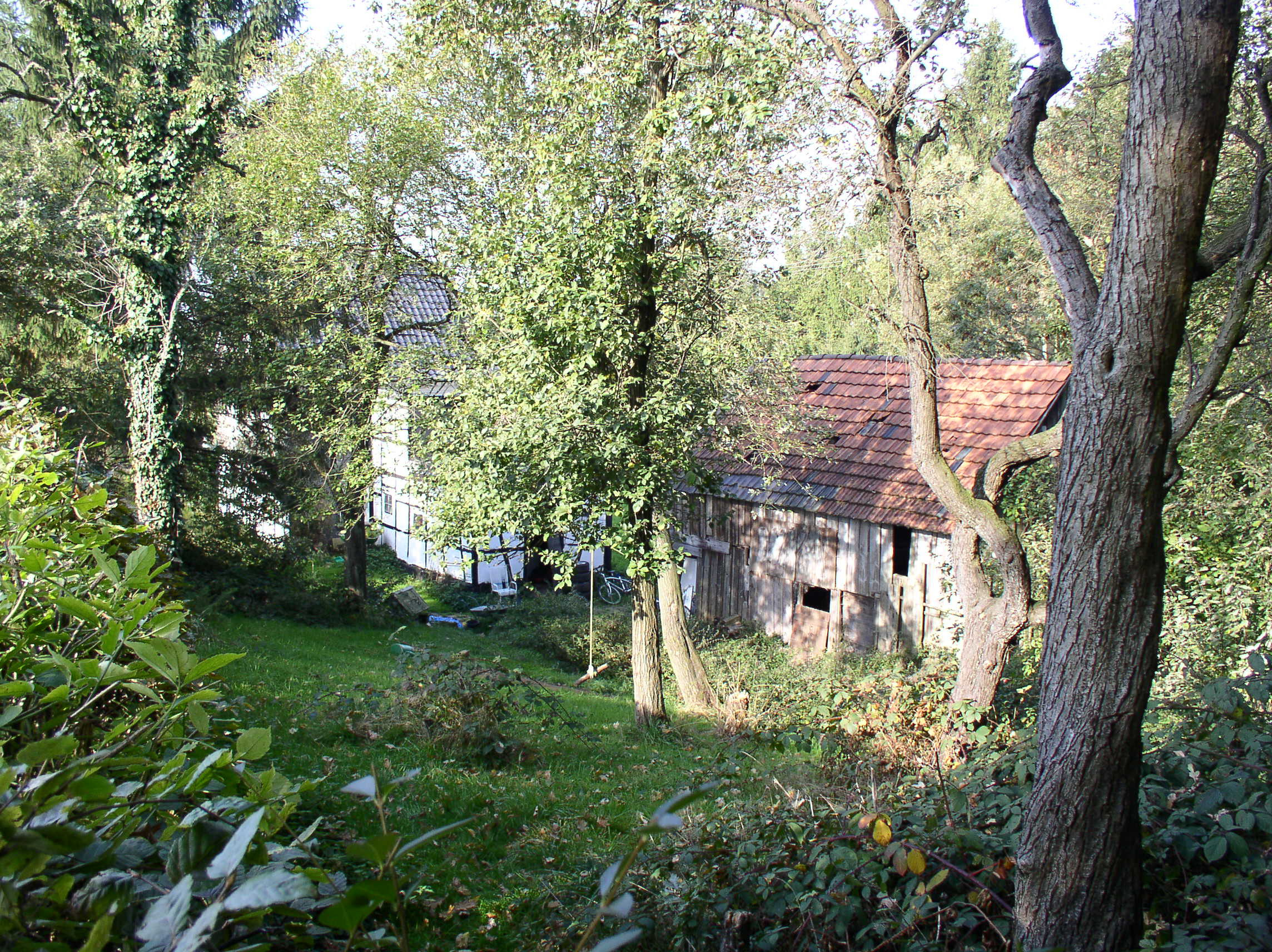
In Oberkrähwinkel

Der Name Krähwinkel leitet sich von der Tiergruppe Krähen ab, Krähwinkel bedeutet Krähenwinkel. Die Karte Topographia Ducatus Montani aus dem Jahre 1715 zeigt vier Höfe unter dem Namen Schüddig an der Stelle von Oberkrähwinkel und zwei Höfe unbeschriftet an der alten Höhenstraße von Witzhelden nach Leichlingen, der heutigen Landesstraße. Unterkrähwinkel und die anderen Wohnplätze sind dort nicht eingezeichnet. Im 18. Jahrhundert gehörte der Ort zum Kirchspiel Witzhelden im bergischen Amt Miselohe. Die Topographische Aufnahme der Rheinlande von 1824 zeigt neben Ober- und Unterkrähwinkel drei weitere Wohnplätze und beschriftet alle als Krähwinkel. Die Preußische Uraufnahme von 1844 unterscheidet in der Beschriftung in Obr. Kräwinkel und Untr. Krähwinkel. 
1815/16 lebten 144 Einwohner im Ort. 1832 gehörte Krähwinkel dem Kirchspiel Witzhelden der Bürgermeisterei Burscheid an. Der laut der Statistik und Topographie des Regierungsbezirks Düsseldorf als Dorfschaft kategorisierte Ort besaß zu dieser Zeit 29 Wohnhäuser, eine Fabrik bzw. Mühle und 60 landwirtschaftliche Gebäude. Zu dieser Zeit lebten 156 Einwohner im Ort, davon drei katholischen und 153 evangelischen Glaubens.
Aufgrund der Gemeindeordnung für die Rheinprovinz erhielt 1845 das Kirchspiel Witzhelden den Status einer Gemeinde, schied aus der Bürgermeisterei Burscheid aus und bildete ab 1850 eine eigene Bürgermeisterei. Im Gemeindelexikon für die Provinz Rheinland werden 1885 51 Wohnhäuser mit 215 Einwohnern angegeben. 1895 besitzt der Ort 49 Wohnhäuser mit 206 Einwohnern, 1905 43 Wohnhäuser und 170 Einwohner.
Am 1. Januar 1975 wurde die Gemeinde Witzhelden mit Krähwinkel in Leichlingen eingemeindet.